# Kreta
Kreta (grško Κρήτη, latinizirano: Kríti [ˈkriti], Krḗtē [krɛ̌ːtεː]) je z 8261 km² največji grški otok v Egejskem morju in peti največji v Sredozemskem morju za Sicilijo, Sardinijo, Ciprom in Korziko in 88. največji otok na svetu. Kreta je približno 160 km južno od grške celine in približno 100 km jugozahodno od Anatolije. Meji na južno mejo Egejskega morja s Kretskim morjem (ali Severnokretskim morjem) na severu in Libijskim morjem (ali Južnokretskim morjem) na jugu. Kreta je od zahoda proti vzhodu dolga 260 km, vendar je ožja od severa proti jugu.
Kreta in številni otoki in otočki, ki jo obdajajo, sestavljajo regijo Kreta (grško Περιφέρεια Κρήτης), ki je najjužnejša od 13 najvišjih upravnih enot Grčije in peta najbolj naseljena grška regija. Njeo glavno in največje mesto je od 1970-ih Iraklion, na severni obali otoka. Leta 2021 je imela regija 624.408 prebivalcev. Dodekanez je severovzhodno od Krete, medtem ko so Kikladi na severu, ločeni s Kretskim morjem. Peloponez je na severozahodu regije.
Kreta je bila središče prve napredne evropske civilizacije, Minojcev, od 2700 do 1420 pr. n. št. Minojsko civilizacijo je preplavila mikenska civilizacija iz celinske Grčije. Kreti je pozneje vladalo Rimsko cesarstvo, nato zaporedoma Bizantinsko cesarstvo, Andaluzijski Arabci, Beneška republika in Osmansko cesarstvo. Leta 1898 je Kreta, katere prebivalci so se nekaj časa želeli pridružiti grški državi, dosegla neodvisnost od Osmanov in formalno postala Kretska država. Decembra 1913 je Kreta postala del Grčije.

## Ime
| kA · Z1 | I9 | U33 | Z7 | N25 |

| kA · Z1 | I9 | U33 | Z7 | N25 |

Najzgodnejše omembe otoka Kreta izhajajo iz besedil iz sirskega mesta Mari iz 18. stoletja pr. n. št., kjer se otok omenja kot Kaptara. To se pozneje ponovi v neoasirskih zapisih in Svetem pismu (Caphtor). V starem Egiptu je bil znan kot Keftiu ali kftı͗v, kar močno nakazuje podobno minojsko ime za otok.
Sedanje ime Kreta je prvič potrjeno v 15. stoletju pr. n. št. v mikenskih grških besedilih, napisanih v vrstici B, z besedami ke-re-te ke-re-te (𐀐𐀩𐀳, *Krētes; pozneje grško: Κρῆτες [krɛː.tes], množina Κρής [krɛːs]) in ke-re-si-jo (𐀐𐀩𐀯𐀍, *Krēsijos; pozneje grško: Κρήσιος [krέːsios], 'Cretan'). V stari grščini se ime Kreta (Κρήτη) prvič pojavi v Homerjevi Odiseji. Njena etimologija ni znana. En predlog izhaja iz hipotetične luvijske besede *kursatta (primerjaj kursawar 'otok', kursattar 'rezanje, rezino'). Drugi predlog nakazuje, da izhaja iz starogrške besede κραταιή (krataie̅), kar pomeni močan, z razlogom, da je bila Kreta najmočnejša talasokracija v starih časih.
V latinščini je ime otoka postalo Creta. Prvotno arabsko ime Krete je bilo Iqrīṭiš (arabsko اقريطش < (τῆς) Κρήτης), vendar po ustanovitvi nove prestolnice Kretskega emirata v ربض الخندق Rabḍ al-Ḫandaq (modern Iraklion; grško Ηράκλειο, Irákleio), oba mesto in otok sta postala znana kot Χάνδαξ (Chandax) ali Χάνδακας (Chandakas), kar je dalo latinsko, italijansko in beneško Candia, iz katere so izpeljali francosko Candie. Pod osmansko oblastjo se je Kreta v osmanski turščini imenovala Girit (كريد). V hebrejski Bibliji se Kreta imenuje (כְּרֵתִים) kretim.

## Fizična geografija
Kreta je največji otok v Grčiji in peti največji otok v Sredozemskem morju. Leži v južnem delu Egejskega morja, ki ločuje Egejsko morje od Libijskega morja. S trajektom je povezana s Pirejem na celini. Ostala večja mesta in turistično pomembnejši kraji na otoku so še Hanija, ki je najstarejše kretsko mesto, Retimno, Malija, Agios Nikolaos, Elounda, Gournija, Sitia, Spili, Ierapetra, Palaiokhora, Anogia, Hora Sfakión, Loutro, pa tudi Pánormos, Knossós, Avía Roumeli, (K)Hárkás, Mokhós, Neápolis, Palaiokastrón, Mírtos, Íerapetra, Timbákion, Spílion, Mokhós, (K)havousi, Zákros, Ano Arkhánai, Márathos, Kolimbári, Kámbos, Kastélli, ...

### Morfologija otoka
Otok ima podolgovato obliko: obsega 260 km od vzhoda proti zahodu, na najširši točki je 60 km in se zoži na le 12 km (blizu Ierapetre). Kreta pokriva površino 8336 km², z obalo, dolgo 1046 km; na severu se izliva v Kretsko morje (grško Κρητικό Πέλαγος); na jugu Libijsko morje (grško Λιβυκό Πέλαγος); na zahodu Mirtojsko morje, proti vzhodu pa Karpatsko morje. Leži približno 160 km  južno od grške celine.
Na severni strani Krete je več polotokov in zalivov, od zahoda proti vzhodu so: polotok Gramvousa, zaliv Kissamos, polotok Rodopos, zaliv Hanija, polotok Akrotiri, zaliv Souda, rt Apokoronas, zaliv Almiros, zaliv Iraklion, rt Aforesmenos, zaliv Mirabello, zaliv Sitia in polotok Sideros. Na južni strani Krete je zaliv Messaras in rt Lithinon.

### Gore in doline
Kreta je gorata, njen značaj pa opredeljuje visoko gorovje, ki jo prečka od zahoda proti vzhodu in tvori šest različnih skupin gora:
- Bele gore ali Lefka Ori 2453 m
- Pogorje Idi (Psiloritis) 2456 m
- Gore Asterousia 1231 m
- Kedros 1777 m
- Gore Dikti 2148 m
- Thrypti 1489 m

Kreta je razkosana z dolinami, kot je dolina Amari, rodovitnimi planotami, kot so planota Lasithi, Omalos in Nidha; jame, kot so Gourgouthakas, Diktaion in Idaion (rojstni kraj starogrškega boga Zeusa); in številne soteske.
Gore so veljale za ključno značilnost otoške posebnosti, še posebej od časa pisanja romantičnih popotnikov. Sodobni Krečani razlikujejo med gorjani in nižinci; prvi pogosto trdijo, da prebivajo v krajih, ki ponujajo višje/boljše klimatsko in moralno okolje. V skladu z zapuščino romantičnih avtorjev se vidi, da so gore določile 'odpor' prebivalcev proti preteklim osvajalcem, kar je povezano s pogosto slišano idejo, da so gorjani 'čistejši' v smislu manj porok z okupatorji. Za prebivalce gorskih območij, kot je Sfakia na zahodni Kreti, je suhost in kamnita gora poudarjena kot element ponosa in se pogosto primerja z domnevno mehko umazanimi gorami drugih delov Grčije ali sveta.

### Soteske, reke in jezera
Otok ima številne soteske, kot so soteska Samariá, soteska Imbros, soteska Kourtaliotiko, soteska Ha, soteska Platania, Soteska mrtvih (pri Kato Zakros, Sitia) ter soteska Richtis in (Richtis) slap v Exo Mouliana v Sitia.
Reke na Kreti so Geropotamos, Koiliaris, Anapodiaris, Almiros, Giofiros, Keritis in Megas Potamos. Na Kreti sta samo dve sladkovodni jezeri: jezero Kournas in jezero Agia, ki sta obe v regionalni enoti Hanija. Jezero Voulismeni na obali, pri Aghios Nikolaosu, je bilo prej sladkovodno jezero, zdaj pa je povezano z morjem v Lasitiju. Na Kreti obstajajo tudi tri umetna jezera, ustvarjena z jezovi: jezero Aposelemis Dam, jezero Potamos Dam in jezero Mpramiana Dam.
- Soteska Ha
- Soteska Samariá
- Soteska Aradaina
- Beneški most čez reko Megalopotamos

### Okoliški otoki
Veliko število otokov, otočkov in skal objema obalo Krete. Mnoge obiščejo turisti, nekatere samo arheologi in biologi. Nekatere so okolju prijazno zaščitene. Majhen vzorec otokov vključuje:
- Gramvousa (Kissamos, Hanija) piratski otok nasproti lagune Balo
- Elafonisi (Hanija), ki obeležuje brodolom in otomanski pokol
- Otok Chrisi (Ierapetra, Lasithi), ki gosti največji naravni gozd Juniperus macrocarpa v Evropi
- Paksimadia otok (Agia Galini, Rethimno), kjer sta se rodila bog Apolon in boginja Artemida
- Beneška utrdba in kolonija gobavcev v Spinalonga nasproti plaže in plitvih voda Elounda (Agios Nikolaos, Lasithi)
- Dionizovi otoki, ki so v okolju zaščiteni regiji skupaj z gozdom Palm Beach v Vai v občini Sitia, Lasithi
- in drugi: Dia, Koufonissi, Chrissi, Gavdhopoúla, Gaidhournísi, Élasa, Pondikonísi

Ob južni obali je otok Gavdos 48 km južno od Hora Sfakion in je najjužnejša točka Evrope.

### Podnebje
Kreta se razteza med dvema podnebnima pasovoma, sredozemskim in polsušnim podnebjem, ki večinoma spada v prvo. Kot tako je podnebje na Kreti predvsem sredozemsko podnebje z vročim poletjem (Csa), medtem ko imajo nekatera območja na jugu in vzhodu vroče polsušno podnebje (Köppnova podnebna klasifikacija: BSh). Višje lege spadajo v kategorijo sredozemskega podnebja s toplim poletjem (Csb) [23], medtem ko so gorski vrhovi (> 2000 metrov) morda značilno za sredozemsko podnebje s hladnim poletjem (Csc) ali celinsko podnebje (Dfb ali Dfc). Ozračje je lahko precej vlažno, odvisno od bližine morja, medtem ko je zima dokaj mila. Med novembrom in majem je v gorah običajno sneženje, v nižinah pa redko.
Južna obala, vključno s planoto Mesara in gorovjem Asterousia, spada v severnoafriško podnebno območje, kjer uživa veliko več sončnih dni in visokih temperatur skozi vse leto. Tam obrodijo datljeve palme, lastovke pa ostanejo vse leto, namesto da bi se selile v Afriko. Rodovitna regija okoli Ierapetre, na jugovzhodnem kotu otoka, ima celoletno kmetijsko pridelavo, s poletno pridelavo zelenjave in sadja v rastlinjakih skozi zimo. Zahodna Kreta (provinca Hanija) prejme več dežja in tla tam trpijo večjo erozijo v primerjavi z vzhodnim delom Krete.
Povprečne letne temperature na južni Kreti dosežejo do 21,0 °C. Kreta drži rekord za najvišje temperature, kar jih je bilo kdaj zabeleženih v Evropi oktobra, novembra, januarja in februarja s postaj Svetovne meteorološke organizacije. Po podatkih Helenske nacionalne meteorološke službe je Južna Kreta deležna največ sonca v Grčiji z več kot 3257 sončnimi urami na leto.

## Družbena geografija
Kreta je najbolj naseljen otok v Grčiji z več kot 600.000 prebivalci. Približno 42 % jih živi v glavnih mestih na Kreti, medtem ko jih 45 % živi na podeželju.
- Beneško pristanišče v Haniji
- Mračni pogled na staro pristanišče Retimno
- Pogled na pristanišče Iraklion
- Staro pristanišče Agios Nikolaos

### Uprava
Kreta s svojimi bližnjimi otoki tvori regijo Kreta (grško Περιφέρεια Κρήτης, Periféria Krítis, [periˈferia ˈkritis]), eno od 13 regij Grčije, ki so bile ustanovljene z upravno reformo leta 1987. V okviru Kalikratovega programa iz leta 2010 so bile pristojnosti in avtoriteta regij na novo opredeljene in razširjene. Regija ima sedež v Iraklionu in je razdeljena na štiri regionalne enote (prefekture pred Kallikratom). Od zahoda proti vzhodu so to: Hanija, Retimno, Iraklion in Lasithi. Te so nadalje razdeljene na 24 občin.
Od 1. januarja 2011 je regionalni guverner Stavros Arnaoutakis iz Panhelenskega socialističnega gibanja. Prvič je bil izvoljen leta 2010, bil je ponovno izvoljen v letih 2014, 2019 in 2023.

### Mesta
Iraklion je največje mesto in glavno mesto Krete, v katerem živi več kot četrtina prebivalstva otoka. Hanija je bila glavno mesto do leta 1971. Nekatera mesta so:
- Iraklion (Iraklion ali Kandia) (144.422 prebivalcev)
- Hanija (Haniá) (88.525 prebivalcev)
- Retimno (34.300 prebivalcev)
- Ierapetra (23.707 prebivalcev)
- Agios Nikolaos (20.679 prebivalcev)
- Sitia (14.338 prebivalcev)

- Beneška trdnjava v Iraklionu
- Stolnica v Haniji
- Utrjena mošeja v Retimnu
- Beneška trdnjava na vrhu v Sitiji

### Demografija
Po uradnih podatkih popisa grškega statističnega urada se je prebivalstvo regije med letoma 2011 in 2021 povečalo za 1343 ljudi, kar je 0,22-odstotno povečanje. Na otoku živi 624.408 prebivalcev, od tega 308.608 moških in 315.800 žensk, kar predstavlja 49,4 % oziroma 50,6 % prebivalstva.

## Gospodarstvo
Gospodarstvo Krete temelji predvsem na storitvah in turizmu. Vendar ima kmetijstvo tudi pomembno vlogo in Kreta je eden redkih grških otokov, ki se lahko preživi brez turistične industrije. Gospodarstvo se je začelo vidno spreminjati v sedemdesetih letih, ko je turizem pridobival na pomenu. Čeprav ostaja poudarek na kmetijstvu in živinoreji, je zaradi podnebja in reliefa otoka upadla proizvodnja in opazna širitev storitvenih dejavnosti (predvsem povezanih s turizmom). Vsi trije sektorji kretskega gospodarstva (kmetijstvo/kmetijstvo, predelava-pakiranje, storitve) so neposredno povezani in soodvisni. Otok ima dohodek na prebivalca veliko višji od grškega povprečja, medtem ko je brezposelnost približno 4 %, kar je ena šestina celotne države.
Kot v mnogih regijah Grčije so vinogradništvo in oljčni nasadi pomembni; gojijo tudi pomaranče, citrone in avokado. Do nedavnega so veljale omejitve pri uvozu banan v Grčijo, zato so banane na otoku gojili predvsem v rastlinjakih. Mlečni izdelki so pomembni za lokalno gospodarstvo in obstajajo številni posebni siri, kot so mizitra, antotiros in kefalotiri.
20 % grškega vina pridelajo na Kreti, večinoma v regiji Peza.
Bruto domači proizvod (BDP) regije je leta 2018 znašal 9,4 milijarde EUR, kar je predstavljalo 5,1 % grške gospodarske proizvodnje. BDP na prebivalca, prilagojen glede na kupno moč, je v istem letu znašal 17.800 evrov ali 59 % povprečja EU27. BDP na zaposlenega je znašal 68 % povprečja EU. Kreta je regija v Grčiji s petim najvišjim BDP na prebivalca.
Na otoku so tri letališča, ki se nahajajo pri Haniji, Iraklionu in Sitii. Po severni strani Krete poteka glavna otočna hitra cesta, ostala naselja pa so povezana večinoma z asfaltiranimi regionalnimi cestami.

### Turizem
Turistično najbolj obiskani kraji na Kreti so:
- soteska Samariá (z 18 kilometri najdaljša evropska soteska),
- Knosos (ostanki minojske palače),
- Matala (ribiška vasica, poznana kot nekdanje prebivališče hipijev),
- Vai (plaža, obdana z gozdom dateljnovih palm),
- Gortina (ostanki rimske naselbine),
- Moni Toplou (samostan grške pravoslavne cerkve).

- Pogled na Gortin
- Arheološko najdišče Fajstos
- Ruševine palače v Knososu
- Arheološki muzej Hanija
- Arheološki muzej Hanija
- Pomorski muzej na Kreti
- Pluton in Perzefona v muzeju v Iraklionu
- Posoda v Maliji, Kreta

## Rastlinstvo in živalstvo

### Rastlinstvo
Minojci so prispevali k krčenju gozdov na Kreti. V 17. stoletju je prišlo do nadaljnjega krčenja gozdov, »tako da ni bilo več na voljo lokalnih zalog drva«.
Pogosti divji cvetovi so med drugim: kamilica, marjetica, gladiola, hijacinta, perunika, mak, ciklama in tulipan. Na otoku je več kot 200 različnih vrst divjih orhidej in to vključuje 14 vrst Ophrys cretica. Kreta ima bogato paleto avtohtonih zelišč, vključno z navadnim žajbljem, rožmarinom, timijanom in origanom. Med redka zelišča sodi endemična kretska ditanija in železovka, Sideritis syriaca, znana kot malotira (Μαλοτήρα). Sorte kaktusov vključujejo užitno opuncijo. Pogosta drevesa na otoku so kostanj, cipresa, hrast, oljka, bor, platana in tamarisk. Drevesa so običajno višja na zahodu otoka, kjer je vode več.
- Kačja lilija(Dracunculus vulgaris)
- Ophrys cretica - Ciprska čebelja orhideja

### Živalstvo
Kreta je izolirana od celinske Evrope, Azije in Afrike, kar se odraža v raznolikosti živalstva in rastlinstva. Posledično imata favna in flora Krete veliko namigov za razvoj vrst. Na otoku Kreta v nasprotju z drugimi deli Grčije ni človeku nevarnih živali. Dejansko so stari Grki pomanjkanje velikih sesalcev, kot so medvedi, volkovi, šakali in strupene kače, pripisovali delu Herkula (ki je na Peloponez odnesel živega kretskega bika). Herkul je želel počastiti Zevsov rojstni kraj tako, da je s Krete odstranil vse 'škodljive' in 'strupene' živali. Kasneje so Krečani verjeli, da je otok s svojimi eksorcizmi in blagoslovi očistil nevarnih bitij apostol Pavel, ki je na otoku Kreti živel dve leti.
Prirodoslovni muzej na Kreti deluje pod vodstvom Univerze na Kreti in dva akvarija – Aquaworld v Hersonissosu in Cretaquarium v Gournesu, prikazujeta morska bitja, ki so običajna v vodah Krete.

#### Prazgodovinska favna
Pritlikavi sloni, pritlikavi povodni konj, pritlikavi mamuti, pritlikavi jeleni in velikanske sove neleteče so bili doma na pleistocenski Kreti. Njihovi predniki bi lahko prispeli na otok v času mesinske krize slanosti.

#### Sesalci
Sesalci na Kreti so ranljivi kri-kri (Capra aegagrus cretica), ki ga je mogoče videti v narodnem parku soteske Samaria in na Thodorouju, in na otokih Dia in Agioi Pantes (otočka ob severni obali), kretska divja mačka in kretska bodičasta miška. Drugi kopenski sesalci so podvrste kretske kune, kretske podlasice, kretskega jazbeca, kretske divje mačke, dolgouhega ježa in užitnega polha.
Kretska rovka, vrsta belozobe rovke, velja za endemično na otoku Kreta, ker je druga vrsta rovke neznana. Je reliktna vrsta rovk Crocidura, katere fosile so našli v pleistocenski dobi. Danes jo je mogoče najti le v visokogorju Krete. Velja za edini preživeli ostanek endemične vrste pleistocenskih sredozemskih otokov.
Med vrste netopirjev sodijo: Blasiusov podkovnjak, mali podkovnjak, veliki podkovnjak, mali mišouhac, Geoffroyev netopir, brkati netopir, belorobi netopir, mali netopir, Savijev netopis, pozni netopir, dolgouhi netopir, dolgokrili netopir in evropski prostorepi netopir.
- Kri-kri (kretski kozorog) živi v zaščitenih naravnih parkih v soteski Samarije in na otoku Agios Theodoros
- Samec kretskega kozoroga
- Kretski hrt ali Kritikos Lagonikos, ena najstarejših evropskih pasem lovskih psov

#### Ptice
Različne vrste ptic vključujejo orle (lahko jih vidimo v Lasitiju), lastovke (povsod po Kreti poleti in vse leto na jugu otoka), pelikane (ob obali) in navadne žerjave. Kretske gore in soteske so zatočišča za ogroženega jastreba. Med vrste ptic sodijo: planinski orel, kragulji orel, brkati ser, beloglavi jastreb, sredozemski sokol, sokol selec, južni sokol, postovka, Lesna sova, čuk, siva vrana, planinska kavka, rdečekljuna vrana, in smrdokavra. Populacija beloglavih jastrebov na Kreti je največja otoška vrsta na svetu in je sestavljena iz večine populacije beloglavih jastrebov v Grčiji.

#### Plazilci in dvoživke
Želve je mogoče videti po celem otoku. Pod skalami se lahko najdejo kače. Krastače in žabe se razkrijejo, ko dežuje.
Plazilci vključujejo egejskega stenskega kuščarja (Podarcis erhardii), balkansko zeleno kuščarico (Lacerta trilineata), navadnega kameleona (Chamaeleo chamaeleon), skinka Chalcides ocellatus, kačjeokega skinka (Ablepharus), stenskega gekona (Tarentola mauritanica), sredozemskega hišnega gekona (Hemidactylus turcicus), Kotschyjevega gekona (Mediodactylus kotschyi), grško želvo (Testudo graeca) in kaspijsko želvo (Mauremys caspica).
Na otoku živijo štiri vrste kač, ki človeku niso nevarne. Štiri vrste vključujejo leopardjo kačo (lokalno znano kot Ochendra), balkansko bičasto kačo (lokalno imenovano Dendrogallia), kockasto kačo (v grščini imenovano Nerofido) in edina strupena kača je nočna mačja kača, ki se je razvila tako, da zagotavlja šibek strup na zadnji strani ust, ki paralizira gekone in majhne kuščarje, in ni nevaren za ljudi.
Morske želve so orjaška črepaha in glavata kareta, ki sta obe ogroženi vrsti. Želva kareta gnezdi in se izleže na plažah na severni obali okoli Retimna in Hanije ter na plažah na južni obali ob zalivu Mesara.
Dvoživke so zelena krastača, volovska žaba (vnesena), zelena rega in kretska močvirska žaba (Pelophylax cretensis) (endemična).

#### Členonožci
Cikade, lokalno znane kot Tzitzikia, oddajajo značilen ponavljajoč zvok tzi tzi, ki v vročih poletnih dneh postane glasnejši in pogostejši. Vrste metuljev vključujejo metulja lastovičnega repka. Vrste moljev vključujejo molja kolibrija. Obstaja več vrst škorpijonov, kot je Euscorpius carpathicus, katerih strup na splošno ni močnejši od ugriza komarja.

#### Raki in mehkužci
Rečni raki vključujejo polzemeljskega raka Potamon potamios. Užitni polži so zelo razširjeni in se lahko zberejo na stotine in čakajo na padavine, da jih oživijo.

#### Morsko življenje
Poleg kopenskih sesalcev so morja okoli Krete bogata z velikimi morskimi sesalci. Ogrožena sredozemska medvedjica živi na skoraj vseh obalah države. Območje južno od Krete, znano kot Grško brezno, gosti kite, kita glavača, delfine in pliskavke. Minojske freske, ki prikazujejo delfine v Kraljičinem megaronu v Knososu, kažejo, da so se Minojci dobro zavedali in slavili ta bitja. Lignji, hobotnice, morske želve in morski psi kladivarji živijo ali potujejo ob obali.
Nekatere izmed rib v vodah okoli Krete so: Scorpaenidae, kirnja, ustnače, morski bič (Dasyatis pastinaca),  navadni ožigalkar, rjava raža, črni bik (Gobius niger), cepavec (Xyrichtys novacula), zvezdar, pisanica (Serranus scriba) in druge.
Cretaquarium in Aquaworld Aquarium sta dva od treh akvarijev v Grčiji. Sta v Gournesu oziroma Hersonisosu.

## Okoljsko zaščitena območja
Okoljsko zaščitena območja so otok Elafonisi na obali jugozahodne Krete, palmov gozd Vai na vzhodni Kreti in Dionysades (oboje v občini Sitia, Lasithi). Vai ima palmovo plažo in je največji naravni palmov gozd v Evropi. Otok Chrysi, 15 kilometrov južno od Ierapetre, ima največji naravno gojeni gozd Juniperus macrocarpa v Evropi. Soteska Samaria je svetovni rezervat biosfere, soteska Rihtis pa je zaščitena zaradi svoje krajinske raznolikosti. Tudi Sitia UNESCO Global Geopark, dodan leta 2015 v UNESCO Geoparks, se nahaja na najbolj vzhodnem robu Krete.

## Zgodovina
V kasnejših obdobjih neolitika in bronaste dobe, pod Minojci, je imela Kreta visoko razvito, pismeno civilizacijo. Vladale so mu različne starogrške entitete, Rimsko cesarstvo, Bizantinsko cesarstvo, Kretski emirat, Beneška republika in Osmansko cesarstvo. Po kratkem obdobju neodvisnosti (1897–1913) pod začasno kretsko vlado se je pridružila Kraljevini Grčiji. Med drugo svetovno vojno ga je okupirala nacistična Nemčija.

### Prazgodovina
Kamnita orodja kažejo, da so arhaični ljudje morda obiskali Kreto že pred 130.000 leti, vendar ni dokazov o stalni poselitvi otoka vse do neolitika, okoli 7000 pr. n. št.. Naselbine iz keramičnega neolitika v 7. tisočletju pred našim štetjem so uporabljale govedo, ovce, koze, prašiče in pse ter udomačene žitarice in stročnice; starodavni Knosos je bil mesto enega od teh večjih neolitskih (nato kasneje minojskih) najdišč. Druge neolitske naselbine so tiste v Kephali, Magasi in Trapezi.

### Minojska civilizacija
Med bronasto dobo je bila Kreta središče minojske civilizacije, znana po svoji umetnosti, pisnih sistemih, kot je linear A, in po svojih ogromnih stavbnih kompleksih, vključno s palačo v Knososu. Njeno gospodarstvo je imelo koristi od trgovske mreže po večjem delu Sredozemlja, minojski kulturni vpliv pa se je razširil na Ciper, Kanaan in Egipt. Nekateri učenjaki domnevajo, da imajo legende, kot je tista o minotavru, zgodovinsko podlago v minojskih časih.

### Mikenska civilizacija
Leta 1420 pred našim štetjem je minojsko civilizacijo prevzela mikenska civilizacija iz celinske Grčije. Najstarejši vzorci pisave v grškem jeziku, kot jih je identificiral Michael Ventris, je arhiv [[Linearna pisava B|linearne B}} iz Knososa, datiran približno v 1425–1375 pr. n. št..

### Arhaično in klasično obdobje
Po propadu bronaste dobe so Kreto naselili novi valovi Grkov s celine. V arhaičnem obdobju se je razvilo več mestnih držav. Stik s celinsko Grčijo je bil omejen, grško zgodovinopisje pa kaže malo zanimanja za Kreto, zato je malo literarnih virov.
Med 6. in 4. stoletjem pred našim štetjem je bila Kreta sorazmerno brez vojskovanja. Gortinski zakonik (5. stoletje pr. n. št.) je dokaz, kako je kodificirano civilno pravo vzpostavilo ravnovesje med plemiško močjo in državljanskimi pravicami.
V poznem 4. stoletju pred našim štetjem je aristokratski red začel propadati zaradi endemičnih notranjih spopadov med elito, gospodarstvo Krete pa so oslabile dolgotrajne vojne med mestnimi državami. V 3. stoletju pred našim štetjem so Gortin, Kidonia (Hanija), Litos in Polirhenia izpodbijali primat starodavnega Knososa.
Medtem ko so mesta še naprej plenila drug drugega, so v svoje spore povabila celinske sile, kot sta Makedonija in njeni tekmeci Rodos ter Ptolemajski Egipt. Leta 220 pr. n. št. je otok mučila vojna med dvema nasprotujočima si koalicijama mest. Posledično je makedonski kralj Filip V. pridobil hegemonijo nad Kreto, ki je trajala do konca kretske vojne (205–200 pr. n. št.), ko so Rodošani nasprotovali vzponu Makedonije in so se Rimljani začeli vmešavati v kretske zadeve.
V 2. stoletju pred našim štetjem je Ierapitna (Ierapetra) pridobila prevlado na vzhodni Kreti.

### Rimska vladavina
Kreta je bila vpletena v Mitridatske vojne, ko je sprva odbila napad rimskega generala Marka Antonija Kretika leta 71 pr. n. št. Kljub temu je kmalu sledila divja triletna kampanja pod vodstvom Kvinta Cecilija Metela, opremljenega s tremi legijami. Kreto je Rim osvojil leta 69 pr. n. št., zaradi česar je Metel dobil naziv Creticus. Gortin je postal glavno mesto otoka, Kreta pa je postala rimska provinca, skupaj s Cirenajko, ki se je imenovala Creta et Cyrenaica. Arheološki ostanki kažejo, da je bila Kreta pod rimsko vladavino priča razcvetu in povečani povezanosti z drugimi deli cesarstva. V 2. stoletju našega štetja so se vsaj tri mesta na Kreti (Litos, Gortin, Hierapitna) pridružila Panhellenionu, ligi grških mest, ki jo je ustanovil cesar Hadrijan. Ko je Dioklecijan ponovno razdelil cesarstvo, je bila Kreta skupaj s Cirenajko uvrščena pod škofijo Mezije, kasneje pa je Konstantin I. Veliki pod škofijo Makedonije.

### Bizantinsko cesarstvo – prvo obdobje
Kreta je bila ločena od Cirenajke ok. leta 297. Ostala je provinca znotraj vzhodne polovice Rimskega cesarstva, običajno imenovanega Vzhodno rimsko (Bizantinsko) cesarstvo, potem ko je Konstantin leta 330 ustanovil drugo prestolnico v Konstantinoplu. Leta 467 so Kreto napadli Vandali, velika potresa leta 365 in 415, vpad Slovanov leta 623, arabski vpadi leta 654 in 670 ter ponovno v 8. stol. Okoli leta 732 je cesar Leon III. Izavrijec otok prenesel iz jurisdikcije papeža v jurisdikcijo carigrajskega patriarhata.

### Arabska vladavina
V 820-ih, po 900 letih kot rimski otok, so Kreto zavzeli andaluzijski Muladi pod vodstvom Abu Hafsa, ki je ustanovil Kretski emirat. Bizantinci so leta 842 in 843 pod Teoktistosom začeli pohod, ki je zavzel večino otoka. Nadaljnji bizantinski pohodi leta 911 in 949 so bili neuspešni. Leta 960–61 je pohod Nikeforja Fokasa vrnil Kreto v Bizantinsko cesarstvo po stoletju in pol arabskega nadzora.

### Bizantinsko cesarstvo – drugo obdobje
Leta 961 je Nikefor II. Fokas po izgonu Arabcev vrnil otok pod bizantinsko oblast. Izvedena so bila obsežna prizadevanja za spreobrnitev prebivalstva, ki sta jih vodila Ioannis Xenos in Nikon Pokornik. Ponovna osvojitev Krete je bila velik dosežek za Bizantince, saj je obnovila bizantinski nadzor nad Egejskim primorjem in zmanjšala grožnjo saracenskih piratov, ki jim je Kreta predstavljala oporišče za operacije.
Leta 1204 je četrta križarska vojna zavzela in oplenila cesarsko prestolnico Konstantinopel. Kreta je bila prvotno podeljena vodilnemu križarju Bonifaciju Montferratskemu pri razdelitvi plena, ki je sledila. Vendar je Bonifacij svojo pravico prodal Beneški republiki, katere sile so predstavljale večino križarske vojne. Beneški tekmec Genovska republika je takoj zavzela otok in šele leta 1212 so Benetke zagotovile Kreto kot kolonijo.

### Beneška oblast
Od leta 1212, v času beneške vladavine, ki je trajala več kot štiri stoletja, je otok zajela renesansa, kar je razvidno iz umetniških del iz tega obdobja. Znan kot kretska šola ali postbizantinska umetnost, je med zadnjimi cvetovi umetniških tradicij propadlega cesarstva. To je vključevalo slikarja El Greca in pisatelje Nicholasa Kalliakisa (1645–1707), Georgiosa Kalafatisa (profesorja) (ok. 1652–1720), Andreasa Musalusa (ok. 1665–1721) in Vitsentzosa Kornarosa.
Pod vladavino katoliških Benečanov je mesto Candia veljalo za najbolje utrjeno mesto v vzhodnem Sredozemlju. Tri glavne utrdbe so bile Gramvousa, Spinalonga in Fortezza v Retimnonu. Druge utrdbe so trdnjava Kazarma v Sitiji in Frangokastello v Sfakiji.
Leta 1492 so se na otok naselili Judje, izgnani iz Španije. V letih 1574–77 je bila Kreta pod vladavino Giacoma Foscarinija kot generalnega providurja, Sindaceja in inkvizitorja. Glede na Starrov članek iz leta 1942 je bila vladavina Giacoma Foscarinija temna doba za Jude in Grke. Pod njegovo vladavino so morali nekatoličani plačevati visoke davke brez dodatkov. Leta 1627 je bilo v mestu Candia 800 Judov, približno sedem odstotkov mestnega prebivalstva. Marco Foscarini je bil v tem času beneški dož.

### Osmanska vladavina
Osmani so leta 1669 po obleganju Kandije osvojili Kreto (Girit Eyâleti). Številni grški Krečani so po osmansko-beneških vojnah zbežali v druge regije Beneške republike, nekateri so celo uspevali, kot je družina Simone Stratigo (okoli 1733 – okoli 1824), ki se je leta 1669 preselila s Krete v Dalmacijo.
Islamska prisotnost na otoku je bila poleg vmesne arabske okupacije utrjena z osmanskim osvajanjem. Večina kretskih muslimanov je bilo lokalnih grških spreobrnjencev, ki so govorili kretsko grščino, vendar so v otoškem političnem kontekstu 19. stoletja krščansko prebivalstvo nanje začeli gledati kot na Turke. Sodobne ocene se razlikujejo, toda na predvečer grške vojne za neodvisnost (1830) je bilo morda kar 45 % prebivalcev otoka muslimanov. Številni sufijski redovi so bili razširjeni po vsem otoku, najbolj razširjen je bil bektaški red, ki je imel vsaj pet tekij. Številni kretski Turki so zaradi nemirov pobegnili s Krete in se naselili v Turčiji, na Rodosu, v Siriji, Libiji in drugod. Do leta 1900 je bilo 11 % prebivalstva muslimanov. Tisti, ki so ostali, so bili leta 1924 preseljeni med Grčijo in Turčijo.
Med veliko nočjo leta 1770 je Daskalogiannis, ladjar iz Sfakie, ki mu je Orlovova flota obljubila podporo, ki ni nikoli prispela, sprožil upor proti osmanski oblasti na Kreti. Daskalogiannis se je na koncu predal osmanskim oblastem. Danes se letališče v Haniji imenuje po njem.
Med grško vojno za neodvisnost je sultan Mahmud II. podelil oblast nad Kreto egiptovskemu vladarju Mohamedu Ali Paši v zameno za njegovo vojaško podporo. Kreta je bila nato izpuščena iz nove grške države, ustanovljene v skladu z Londonskim protokolom iz leta 1830. Njena uprava s strani Muhammada Alija je bila potrjena s konvencijo iz Kütahye iz leta 1833, vendar je bila neposredna osmanska oblast ponovno vzpostavljena z Londonsko konvencijo z dne 3. julija 1840.
Iraklion je bil obdan z visokim obzidjem in bastijoni ter se do 17. stoletja razširil proti zahodu in jugu. Najbolj razkošno območje mesta je bil severovzhodni kvadrant, kjer se je zbirala elita. Mesto je pod vladavino Osmanov dobilo drugo ime, »zapuščeno mesto«. Urbanistična politika, ki so jo Osmani uporabili za Kandijo, je bila dvostranski pristop. Prva so bila verska darila. Zaradi tega je osmanska elita prispevala k izgradnji in obnovi porušenega mesta. Druga metoda je bila povečanje števila prebivalstva in mestnih prihodkov s prodajo mestnih posesti. Po besedah Molly Greene (2001) je bilo med osmansko vladavino veliko zapisov o transakcijah z nepremičninami. V zapuščenem mestu so manjšine dobile enake pravice pri nakupu posesti. Kristjani in Judje so lahko kupovali in prodajali tudi na trgu nepremičnin.
Kretski upor 1866–1869 ali Velika kretska revolucija (grško Κρητική Επανάσταση του 1866) je bil triletni upor proti osmanski oblasti, tretji in največji v nizu uporov med koncem grške vojne za neodvisnost leta 1830 in ustanovitev neodvisne Kretske države leta 1898. Poseben dogodek, ki je sprožil močan odziv v liberalnih krogih zahodne Evrope, je bil Arkadijev holokavst. Dogodek se je zgodil novembra 1866, ko je velika osmanska vojska oblegala samostan Arkadiu, ki je služil kot sedež upora. Poleg njegovih 259 branilcev se je v samostan zateklo preko 700 žena in otrok. Po nekaj dneh težkih bojev so Osmani vdrli v samostan. Takrat je opat samostana zažgal smodnik, ki je bil shranjen v samostanskih trezorjih, kar je povzročilo smrt večine upornikov ter tam zatečenih žensk in otrok.

### Kretska država 1898–1908
Po ponavljajočih se uporih v letih 1841, 1858, 1889, 1895 in 1897 s strani Krečanov, ki so se želeli pridružiti Grčiji, so se velike sile odločile vzpostaviti red in februarja 1897 poslale čete. Na otoku so bile nato garnizone iz Velike Britanije, Francije, Italije in Rusije; Nemčija in Avstro-Ogrska sta se umaknili izpod okupacije v začetku leta 1898. V tem obdobju je Kreto upravljal odbor admiralov iz preostalih štirih sil. Marca 1898 so velesile z nenaklonjenim soglasjem sultana odredile, da bo otok v bližnji prihodnosti dobil avtonomijo pod osmanskim suzerenstvom.
Septembra 1898 je pokol v Kandiji v mestu Kandija, današnjem Iraklionu, pustil več kot 500 kretskih kristjanov in 14 britanskih vojakov mrtvih v rokah muslimanskih neregularnih sil. Posledično so admirali ukazali izgon vseh osmanskih vojakov in upraviteljev z otoka, kar je bilo na koncu končano do začetka novembra. Odločitev o podelitvi avtonomije otoku je bila uveljavljena in imenovan je bil visoki komisar, grški princ Jurij, ki je svojo funkcijo prevzel decembra 1898. Zastavo Kretske države so izbrale sile, pri čemer je bela zvezda predstavljala otomansko suverenost nad otokom.
Leta 1905 so nesoglasja med princem Jurijem in ministrom Elefteriosom Venizelosom glede vprašanja enosis (združitev z Grčijo), kot je prinčev avtokratski slog vladanja, povzročila upor Theriso, eden od voditeljev je bil Elefterios Venizelos.
Princ Jurij je odstopil s položaja visokega komisarja in leta 1906 ga je zamenjal Alexandros Zaimis, nekdanji grški premier. Leta 1908 so kretski namestniki, ki so izkoristili domače nemire v Turčiji in čas, ko je Zaimis odšel z otoka, enostransko razglasili zvezo z Grčijo.
Z izbruhom prve balkanske vojne je grška vlada razglasila, da je Kreta zdaj grško ozemlje. To je bilo mednarodno priznano šele 1. decembra 1913.

### Druga svetovna vojna
Med drugo svetovno vojno je bil otok maja 1941 prizorišče bitke za Kreto. Prva 11-dnevna bitka je bila krvava in pustila več kot 11.000 ubitih ali ranjenih vojakov in civilistov. Zaradi ostrega odpora zavezniških sil in civilnih kretskih domačinov so invazijske sile utrpele velike izgube in Adolf Hitler je prepovedal nadaljnje obsežne padalske operacije do konca vojne.
Med prvo in kasnejšo okupacijo so nemški strelski vodi redno usmrtili moške civiliste v maščevanje za smrt nemških vojakov; civiliste so naključno zbirali v lokalnih vaseh za množične poboje, kot na primer pri pokolu v Kondomariju in pokolu v Viannosu. Dvema nemškima generaloma so kasneje sodili in usmrtili zaradi njune vloge pri umoru 3000 prebivalcev otoka.
Po propadu front drugod po Evropi so nemške sile oktobra 1944 evakuirale večji del Krete, tako da je območje, vključno s Hanijo, ostalo pod okupacijo. Naslednje leto, dan po dnevu VE, so se preostali Nemci pod poveljstvom generalmajorja Hansa-Georga Benthacka v Knososu predali britanskemu generalmajorju Colinu Callanderju.

### Državljanska vojna
Po Dekemvriani v Atenah so bili kretski levičarji tarča desničarske paravojaške organizacije National Organisation of Rethymno (EOR), ki je januarja 1945 izvajala napade na vasi Koksare in Melampes ter Retimno. Ti napadi niso eskalirali v upor polnega obsega, kot so to storili na grški celini in kretski ELAS ni predal svojega orožja po pogodbi v Varkizi. Nelagodno premirje se je ohranilo do leta 1947 z vrsto aretacij pomembnih komunistov v Haniji in Iraklionu. Spodbujena z ukazi osrednje organizacije v Atenah je KKE sprožila upor na Kreti; ki označuje začetek grške državljanske vojne na otoku. Na vzhodni Kreti se je grška demokratična vojska (DSE) trudila vzpostaviti svojo prisotnost v Diktiju in Psiloritesu. 1. julija 1947 je 55 preživelih borcev DSE padlo v zasedo južno od Psiloritesa, nekaj preživelih članov enote se je uspelo pridružiti ostalim DSE v Lefka Ori.
Regija Lefka Ori na zahodu je ponujala ugodnejše pogoje za upor DSE. Poleti 1947 je DSE napadel in oropal letališče Maleme in avtomobilsko skladišče v Hrisopigiju. Njeno število je naraslo na približno 300 borcev. Naraščanje števila DSE skupaj z izpadom pridelka na otoku je povzročilo resne logistične težave za upornike. Komunisti so se zatekli k lovljenju živine in zaplembam pridelka, kar je problem rešilo le začasno. Jeseni 1947 je grška vlada ponudila velikodušne pogoje amnestije kretskim borcem DSE in gorskim banditom, od katerih so se mnogi odločili opustiti oborožen boj ali prebegniti k nacionalistom. 4. julija 1948 so vladne enote sprožile obsežno ofenzivo na sotesko Samariá. Veliko vojakov DSE je bilo ubitih v bojih, medtem ko so preživeli razpadli v majhne oborožene skupine. Oktobra 1948 je bil v zasedi ubit sekretar kretske KKE Giorgos Tsitilos. Do naslednjega meseca je v Lefka Oriju ostalo aktivnih le še 34 borcev DSE. Upor na Kreti je postopoma usahnil, zadnji dve vztrajni strani sta se predali leta 1974, 25 let po koncu vojne v celinski Grčiji.